# Les Superstars du catch
Les Superstars du catch est une émission de télévision française hebdomadaire sur le catch américain, diffusée du 28 décembre 1985 au 26 janvier 2002 (sauf entre janvier et avril 1999) sur la chaîne Canal+.

## Historique
L'émission est à l'origine intégralement produite et réalisée au Canada par la société de Guy Hauray, PolySpec Télé Vidéo, détentrice des droits de la World Wrestling Federation pour le marché francophone à travers le monde.
Elle devient ensuite produite et réalisée directement par la WWE aux États-Unis à partir de 1994, commentaires français y compris, puis par la WCW à partir de 1997.
Les Superstars du catch est l'adaptation francophone de l’émission américaine WWF Superstars of Wrestling (en) de la World Wrestling Federation (WWF, dont le nom est ensuite devenu World Wrestling Entertainment ou WWE).
Entre janvier 1997 et janvier 2000, les combats proposés proviennent de la World Championship Wrestling (WCW) dans une version internationale de l'émission WCW Monday Nitro, mais Canal+ continue d'utiliser le nom des Superstars du catch. La World Wrestling Entertainment (WWE) revient à l'antenne à partir de février 2000.
La même émission est diffusée sur plusieurs déclinaisons internationales de Canal+ dans les années 1990 (Canal+ Belgique et Canal+ Horizons).[réf. souhaitée]
Entre 2008 et 2013, Canal+ propose également une émission de catch de la WWE hebdomadaire, mais n'utilise plus le nom de Superstars du catch.

## Commentateurs
- Décembre 1985-novembre 1992 : Édouard Carpentier et Guy Hauray, avec « Frenchy » Martin en 1987 et Marc Blondin (en)[8] en 1989.
- Novembre 1992-mai 1994 : Raymond Rougeau et Guy Hauray.[réf. souhaitée]
- Juin 1994-décembre 1996 : Raymond Rougeau et Jean Brassard.[réf. souhaitée]
- Janvier 1997-janvier 2000 : Marc Blondin et Michel Letourneur, avec Thor et Rick Martel en 1998.[réf. souhaitée]
- Février 2000-janvier 2002 : Raymond Rougeau et Philippe Hartmann.[réf. souhaitée]